# Małachowo (przystanek kolejowy)
Małachowo – przystanek osobowy(Gnieźnieńska Kolej Wąskotorowa) w Małachowie-Złych Miejsc, w województwie wielkopolskim, w Polsce. Oddany do użytku w 1896 roku. Znajdowała się tutaj również ładownia  o długości użytecznej 105 m. Ładownię rozebrano w 1990 roku.

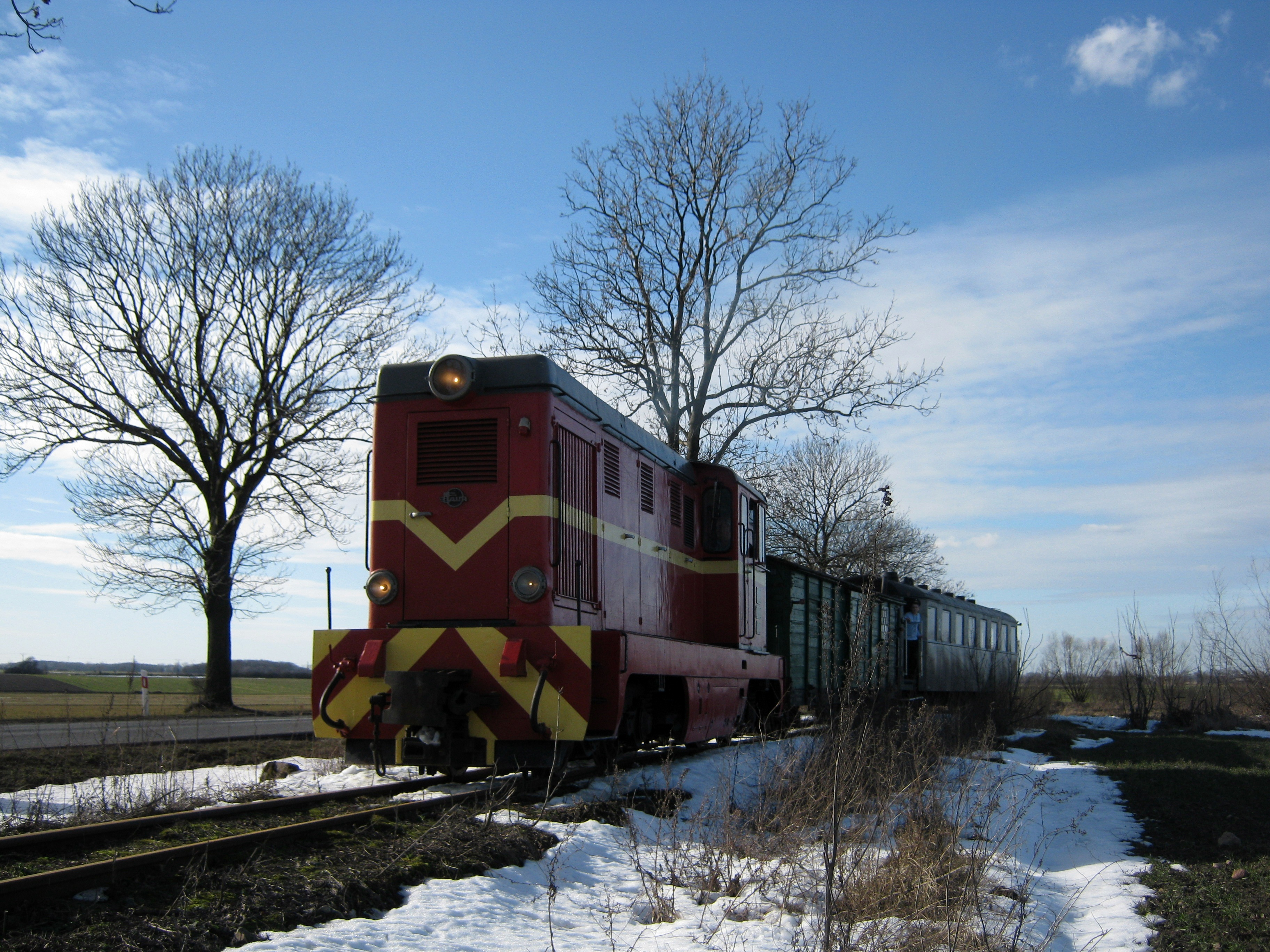
Lxd2-369 w Małachowie

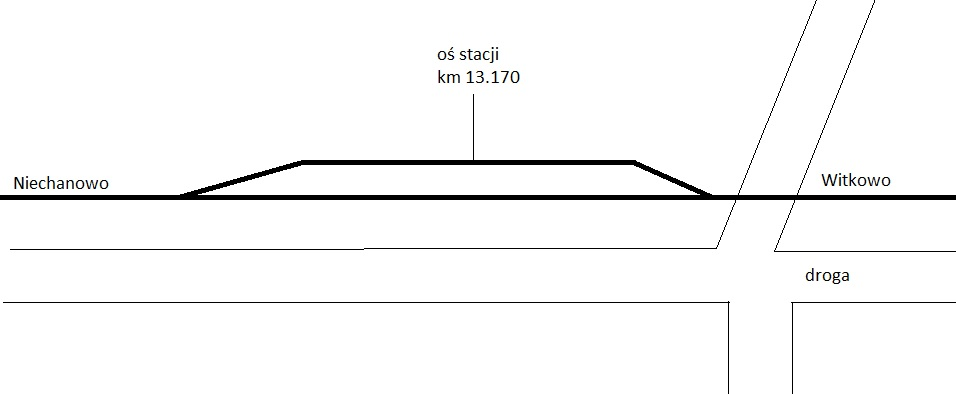
Szkic przystanku osobowego i ładowni Małachowo, 01.01.1958 r.